# Sulkava
Sulkava is een gemeente in de Finse provincie Oost-Finland en in de Finse regio Zuid-Savo. De gemeente heeft een landoppervlakte van 584,47 km² en telt 2.375 inwoners (2022).
In de hele gemeente wordt Fins gesproken. 
Elk jaar wordt er in Sulkava een langeafstands-roeiwedstrijd gehouden, Sulkavan Suursoudut. Daarbij wordt er om het eiland Partala in het Saimaameer gevaren.

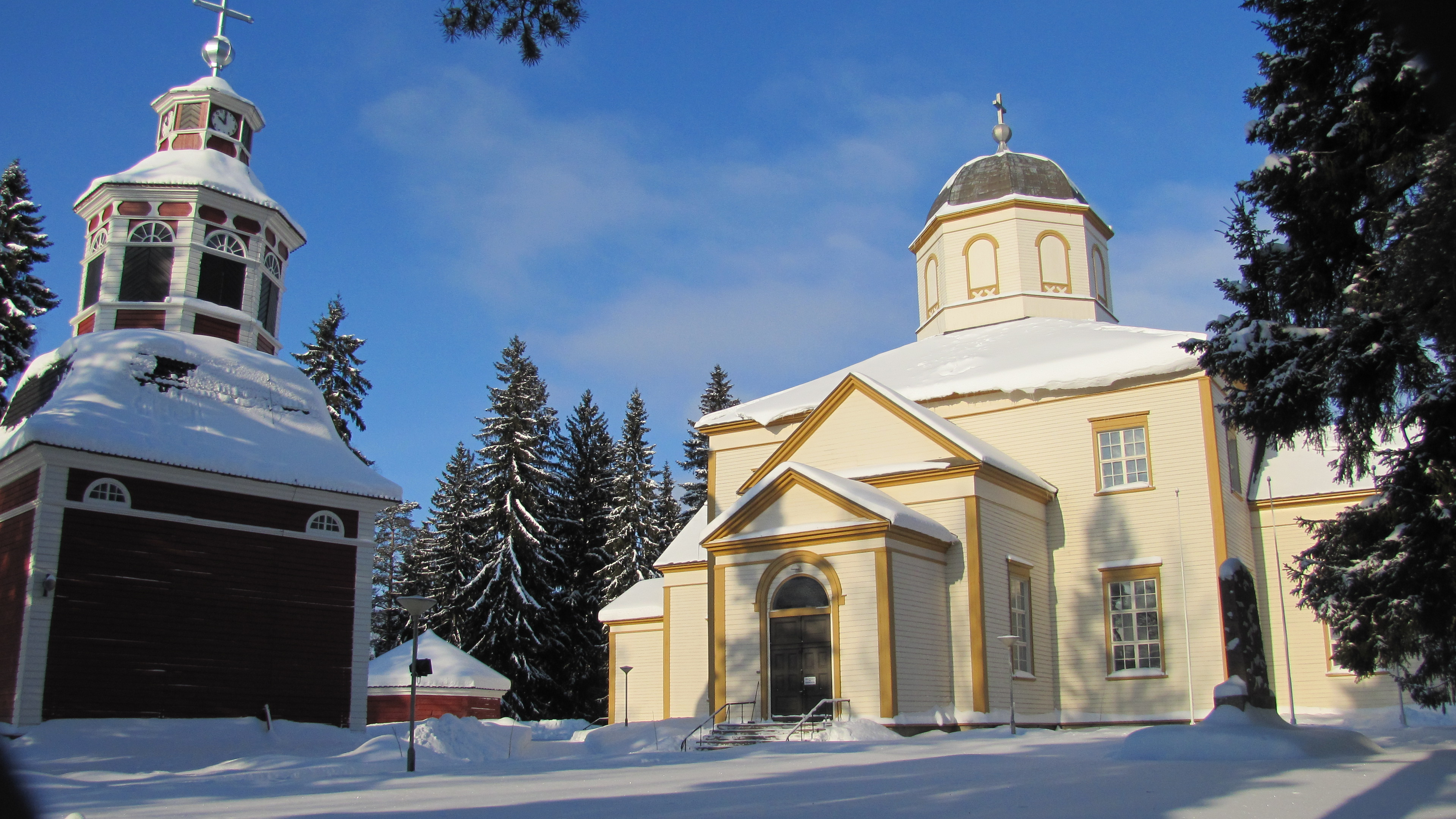
Kerk van Sulkava

## Bekende mensen uit Sulkava
- Kalevi Hämäläinen, langlaufer
- Timo Rautiainen, metalmusicus
- Eila Pellinen, zangeres
- Albin Savola, priester en missionaris